# Xénia Siska
Xénia Siska (3 novembre 1957) è un'ex ostacolista ungherese.

## Palmarès

### Mondiali
- 1 medaglia:
  - 1 oro (Parigi 1985 nei 60 metri ostacoli)